# Truth Hurts
Truth Hurts is een nummer van de Amerikaanse zangeres Lizzo uit 2017, opnieuw uitgebracht 2019. Het is de tweede single van haar derde studioalbum Cuz I Love You.
In de tekst van het nummer beklaagt Lizzo zich over de problemen die een relatie met zich meebrengt. Toen het nummer in 2017 werd uitgebracht, werd het nergens een hit. In 2019 won het nummer aan bekendheid door de app TikTok en doordat gebruikt werd in de Netflixfilm Someone Great. Hierdoor werd het nummer dat jaar alsnog een hit. Het bereikte de nummer 1-positie in de Amerikaanse Billboard Hot 100. In Nederland kwam het nummer ook op de eerste positie terecht, maar dan in de Tipparade. De Vlaamse Ultratop 50 wist het nummer nog net te bereiken met een 50e positie.